# 티니언 국제공항
티니안 국제공항(영어: Tinian International Airport, IATA: TIQ, ICAO: PGWT)은 북마리아나 제도 티니안섬에 위치한 공항이다. 주 항만 관리 위원회(Commonwealth Ports Authority)에서 공항의 운영과 관리를 맡고 있으며 웨스트 티니안 공항 이라고 부르기도 한다.

## 운항 노선
| 항공사               | 목적지     |
| -------------------- | ---------- |
| 프리덤 에어 (괌)     | 괌, 사이판 |
| 스타 마리아나스 항공 | 사이판     |